# 徐禎
徐禎（1508年—1567年），字世兆，號堯峯，直隸蘇州府長洲縣人，民籍，明朝政治人物。

## 生平
嘉靖十年（1531年）辛卯科應天鄉試第一百十一名舉人，十一年（1532年）中式壬辰科會試第一百五十名，二甲第三十四名進士。吏部觀政，授刑部雲南司主事，升員外郎、郎中，謫灤州知州，升臨江府同知、袁州府知府、廣西按察司副使、廣東布政使司參政。

## 家族
曾祖徐諒，贈通議大夫都察院右副都御史；祖父徐源，通議大夫都察院右副都御史；父徐棠，監生；母沈氏。慈侍下。兄徐勳（知縣）、徐烈。